# Marlis A. Franke
Marlis A. Franke (* 1950 in Bamberg, lebt in Berlin) ist eine deutsche Lyrikerin, Schriftstellerin, Audiokünstlerin und Hörspielautorin.

## Leben und Werk
Marlis A. Franke schrieb und inszenierte zahlreiche Hörspiele, insbesondere in den 1980er Jahren für den SFB und WDR. Die Hörspiele waren durch innovative Ansätze und Ton- und Klangkompositionen gekennzeichnet.
Im Jahr 1987 war Franke Teilnehmerin der documenta 8 in Kassel im Bereich Welt aus Klängen und Geräuschen: Metropolis mit ihrem Beitrag Metropolis Berlin/Metropolis Venezia – 2 Insel-Topophonien als Beispiel „akustischer Visionen großer Städte dieser Erde“.

„Die Montage des Klangmaterials zur Komposition folgte in Anlehnung an das historische Modell der Motette „Exaudi, Deus“ aus den „Sacre a Symphoniae“ von Giovanni Gabrieli.“